# Relations entre la Colombie et les États-Unis
Les relations entre la Colombie et les États-Unis sont des relations internationales s'exerçant entre un pays d'Amérique du Nord, les États-Unis, et un pays d'Amérique du Sud, la Colombie. Elles sont marquées par une entente cordiale, notamment dans lutte contre le communisme pendant la guerre froide et plus récemment la « War on Drugs ».

## Histoire des relations américano-colombiennes

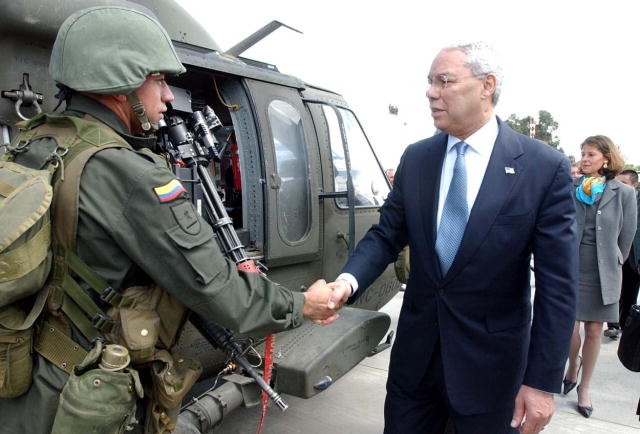
Colin Powell, secrétaire d'État américain, lors d'une visite en Colombie en 2006, pour appuyer le Plan Colombie.

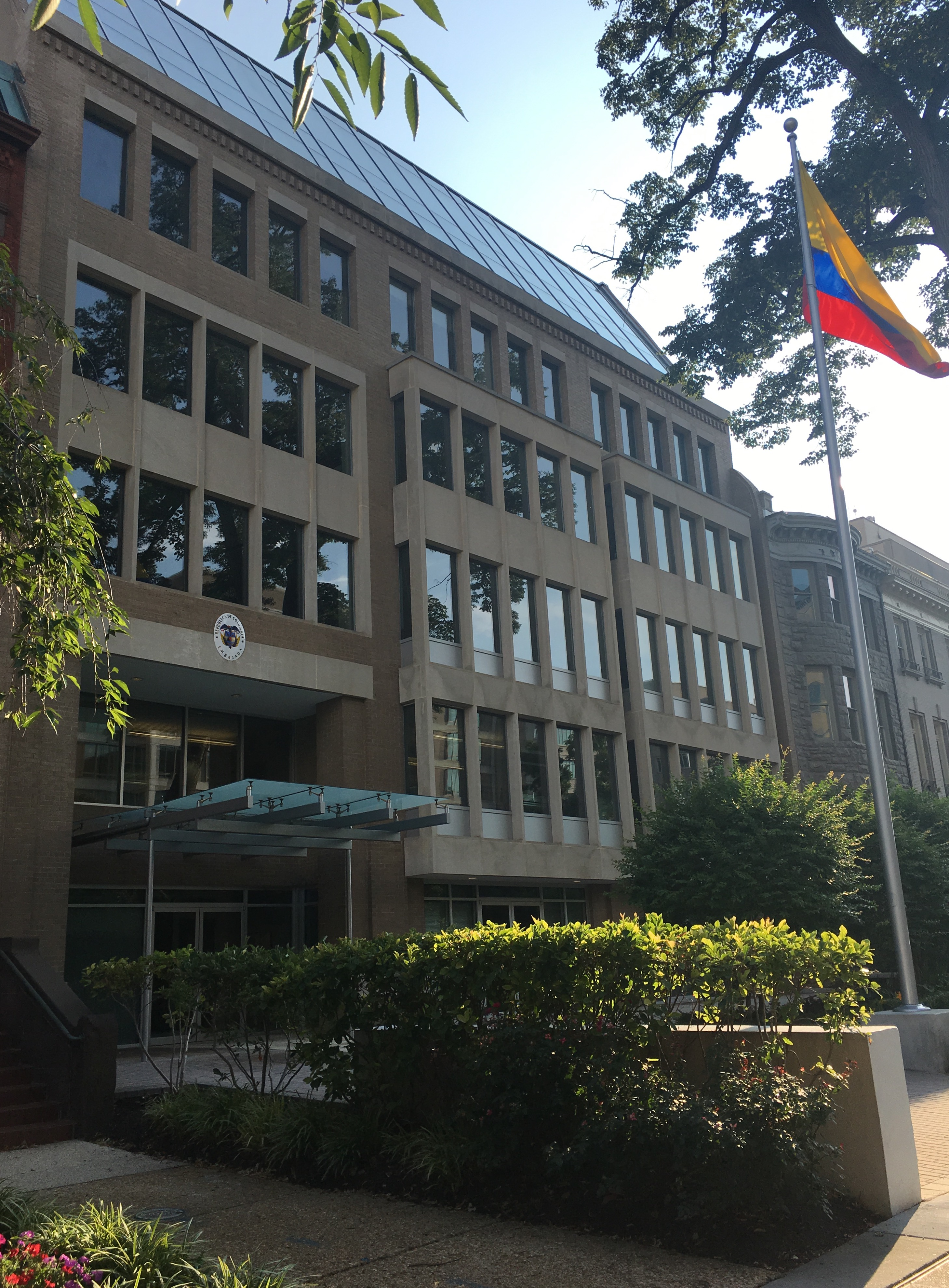
L'ambassade colombienne à Washington D.C en 2017.

Le traité Mallarino-Bidlack, signé en 1846 entre les gouvernements colombien et américain, autorise l’intervention militaire des « marines » dans l’isthme de Panama afin de réprimer les révoltes sociales. Quatorze interventions militaires américaines auront lieu entre 1850 et 1902. L'intervention de 1902, qui aboutit à la sécession de la province afin de permettre la construction d’un canal par les États-Unis, jette un froid, temporaire, dans les relations entre les deux pays.  
En 1942, le président Eduardo Santos (1938-1942) autorise les missions navales et aériennes américaines en Colombie sans que celles-ci n'aient à demander d’autorisation préalable. La Colombie est le seul pays latino-américain ayant participé à la guerre de Corée (1950-1953) en envoyant 4 300 soldats au nom de la lutte contre le communisme. 
L’organisation américaine Human Rights Watch affirme dans un rapport daté de 1996 que la CIA et le ministère de la Défense américain ont contribué à la réorganisation « des systèmes de renseignement pour aboutir à la création de réseaux de surveillance identifiant et assassinant les civils suspectés d’aider les guérillas ». Carlos Castaño, le commandant des Autodéfenses Unies de Colombie, (paramilitaires d’extrême droite responsables d'activités de contre-insurrection) assure que les États-Unis ont « toléré » son organisation, pourtant officiellement classée terroriste.
Les États-Unis fournissent une aide militaire au gouvernement colombien contre les guérillas dans le cadre du Plan Colombie. En quinze ans d'application du plan, les États-Unis ont investi dix milliards de dollars en Colombie, ce qui constitue le plus important budget d'aide militaire américaine après celui octroyé à Israël. Un amendement vient rapidement souligner la seconde fonction du plan : favoriser les investissements étrangers en « insist[ant] pour que le gouvernement colombien complète les réformes urgentes destinées à ouvrir complètement son économie à l’investissement et au commerce extérieur ». Très proches sur le plan militaire, les deux pays organisent des opérations conjointes, tandis que des entreprises de sécurité et des conseillers américains sont présents sur le sol colombien. Les États-Unis fournissent des systèmes de guidage installés sur les munitions de façon à atteindre les dirigeants des guérillas au moyen de « bombes intelligentes », et la National Security Agency (NSA) assiste les services de renseignement colombien pour les écoutes et l’espionnage. L’ambassade américaine à Bogotá demeure l’une des plus imposantes du monde.
La Colombie est le seul pays d'Amérique du Sud à avoir soutenu l'opération liberté irakienne en 2003, à envoyer des soldats en Afghanistan dans le cadre de l'ISAF et à avoir voté en faveur de la résolution 1973 du Conseil de sécurité des Nations unies qui a permis l'intervention militaire de l'OTAN en Libye en 2011.
En juin 2013, la Colombie a par ailleurs exprimé son souhait d'être un membre associé de l'OTAN, volonté qui a été vivement critiquée. En mai 2018, la Colombie devient le seul pays d’Amérique latine à être partenaire de l'OTAN.
Les gouvernements américains et colombiens affirment en janvier 2019, à l'occasion de la visite de Mike Pompeo à Bogotá, unir leurs efforts pour isoler diplomatiquement le Venezuela, renverser son gouvernement et y « rétablir la démocratie ».
En 2019, Donald Trump accuse son homologue colombien Iván Duque de n'avoir « rien fait » pour lutter contre le narcotrafic.